# 瓦森

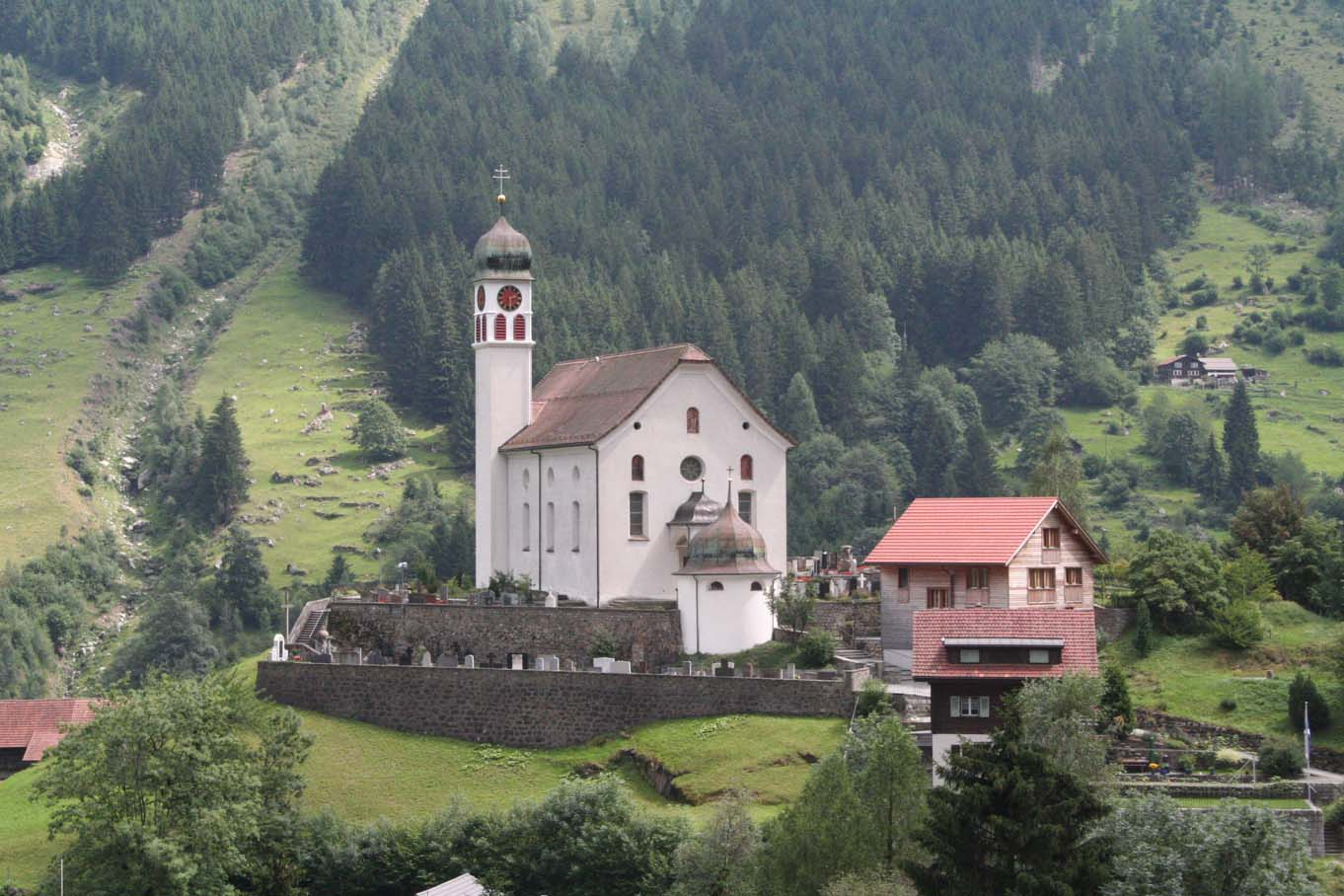
瓦森的一座教堂

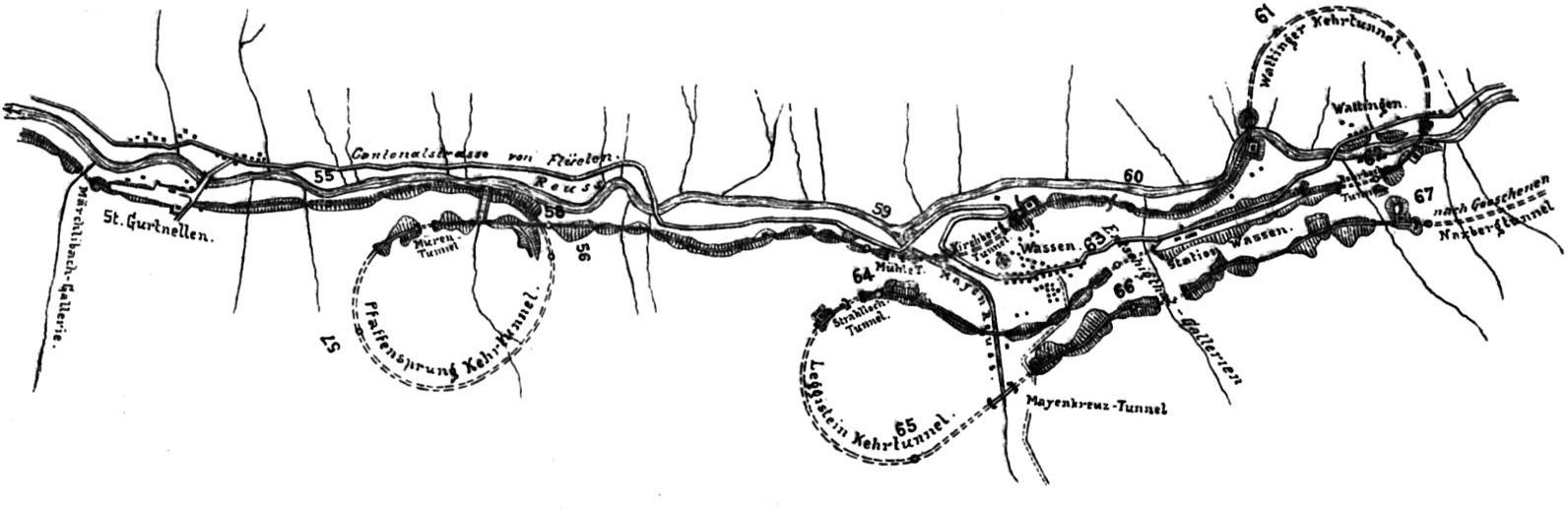
圣哥达铁路隧道北出口外的螺旋形展线位于瓦森

瓦森是瑞士乌里州的市镇，位於該州南部，面積96.88平方公里，海拔高度930米，2018年人口398人，人口密度每平方公里4.1人。